# Vicfred
Vicfred es una localidad española del municipio de Sant Guim de la Plana, perteneciente a la provincia de Lérida, en la comunidad autónoma de Cataluña.

## Toponimia
El nombre del lugar puede encontrarse referido con las grafías Vichfret y Vicfred.

## Historia
Hacia mediados del siglo XIX, el lugar, ya por entonces perteneciente a Sant Guim de la Plana, tenía contabilizada una población de 68 habitantes. Aparece descrito en el decimosexto volumen del Diccionario geográfico-estadístico-histórico de España y sus posesiones de Ultramar de Pascual Madoz de la siguiente manera:

VICHFRET: l. en la prov. de Lérida (10 leg.), part. jud. de Cervera (2 1/2), arciprestazgo de Ager (14 1/2), aud. terr. y c. g. de Barcelona (16 1/2), ayunt. de San Guim de la Plana: sit. en una colina muy despejada; su clima es frio, pero sano. Tiene 14 casas; igl. parr. (San Esteban), matriz de Comabella, servida por un cura de entrada; cementerio, y una fuente á 1/4 de hora del pueblo llamada Pou de Madern, que comunmente crece dos veces al año, en términos de formarse un espacioso estanque. Confina N. Paloú de Torá; E. Ibarra; S. Viver, y O. Guissona. El terreno es de mediana calidad. Los caminos dirigen á los pueblos limítrofes y á Calaf: la correspondencia se recibe de Cervera. prod.: trigo, escaña, cebada, legumbres, vino, hortaliza y pastos; cria ganados. pobl.: 12 vec., 68 alm. cap. imp.: 31,428 rs. contr.: el 14'48 por 100 de esta riqueza.
(Madoz, 1850, p. 22)

En 2022, tenía empadronados 37 habitantes.

## Patrimonio
En el lugar hay una iglesia bajo la advocación de San Esteban.